# Jüdischer Friedhof (Nienburg/Weser)

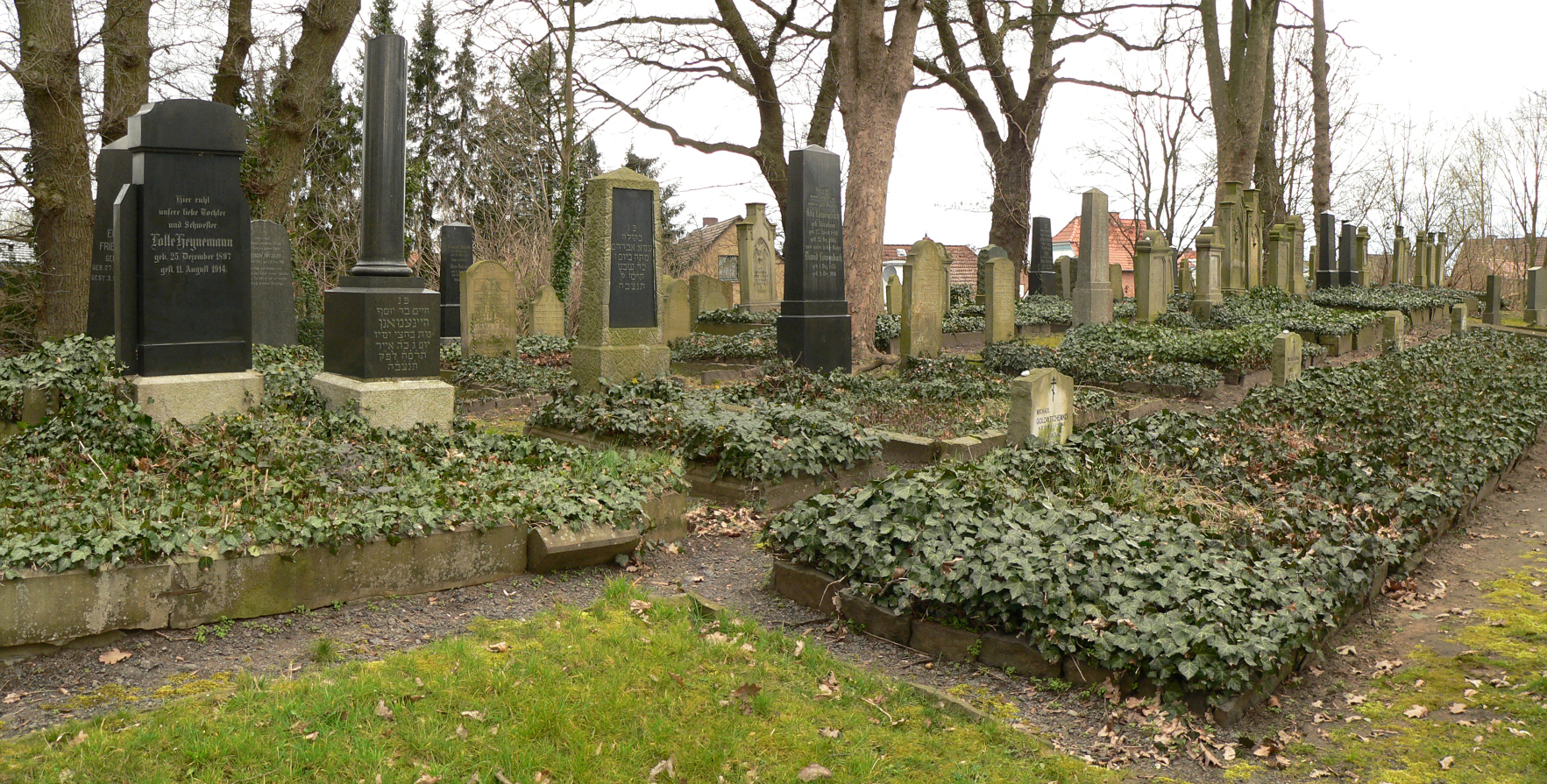
Gräberfeld auf dem jüdischen Friedhof Nienburg/Weser

Der Jüdische Friedhof Nienburg/Weser in Nienburg/Weser (Landkreis Nienburg/Weser, Niedersachsen) ist ein Kulturdenkmal aufgrund des Niedersächsischen Denkmalschutzgesetzes.

## Beschreibung
Auf dem Friedhof in der Bruchstraße befinden sich auf einem langgestreckten Hügel über 200 Grabsteine für jüdische Verstorbene aus Nienburg und Umgebung aus der Zeit 1694 bis 1950.
Außerdem befinden sich auf dem Friedhof die Gräber von 8 sowjetischen Kriegsgefangenen aus dem Stalag XC Nienburg sowie die Gräber von zwei sowjetischen Zwangsarbeitern und einer Zwangsarbeiterin, die während des Zweiten Weltkriegs auf dem Jüdischen Friedhof bestattet wurden.
1887 wurde ein Friedhofsgebäude für Trauerfeiern und möglicherweise zu rituellen Leichenwaschungen errichtet. Das Gebäude ist bis auf zwei erhaltene Mauern zerstört und wurde zu einem Gedenkort umgestaltet.

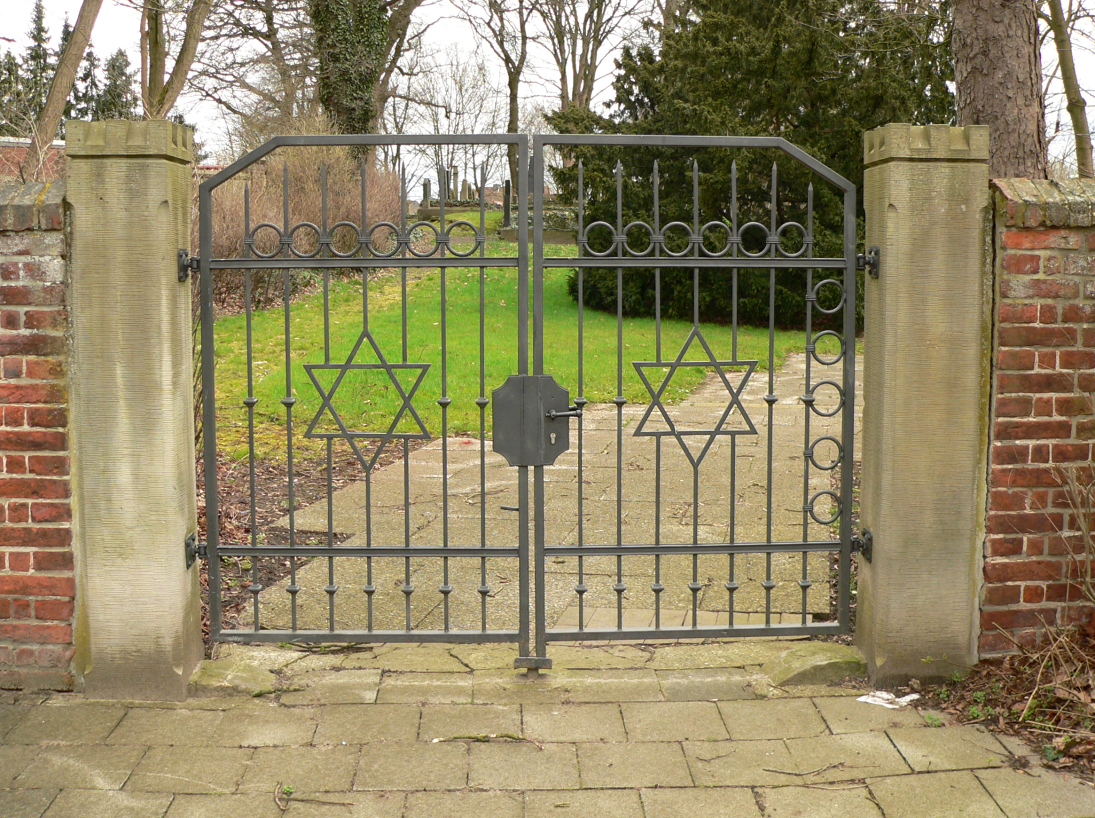
Eingangstor
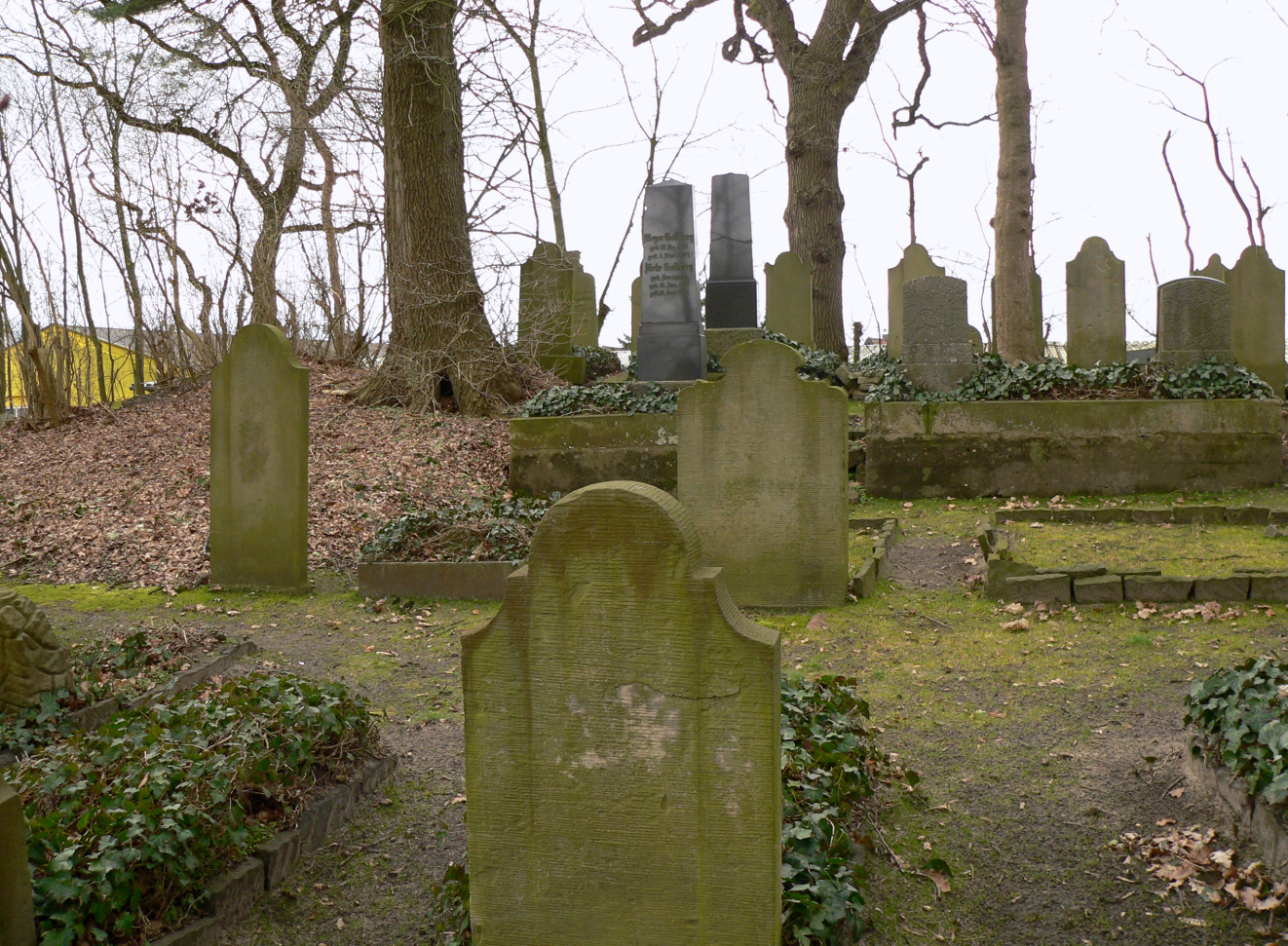
Grabsteine
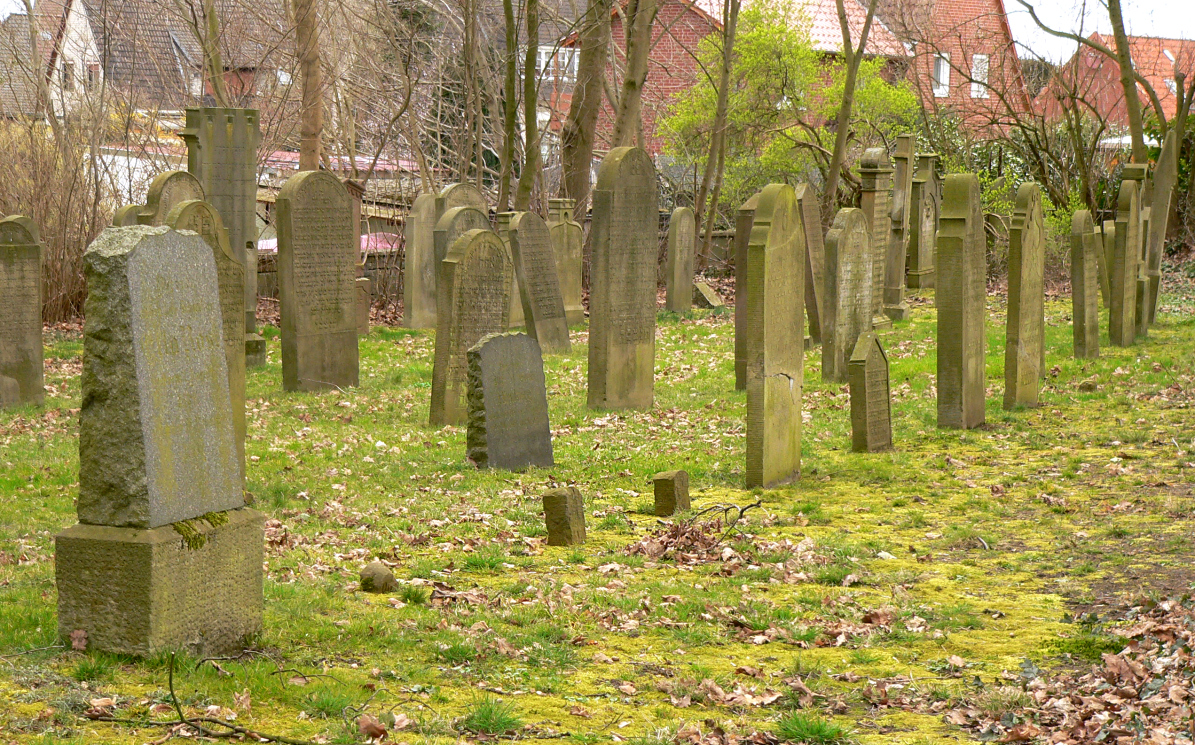
Gräberreihen
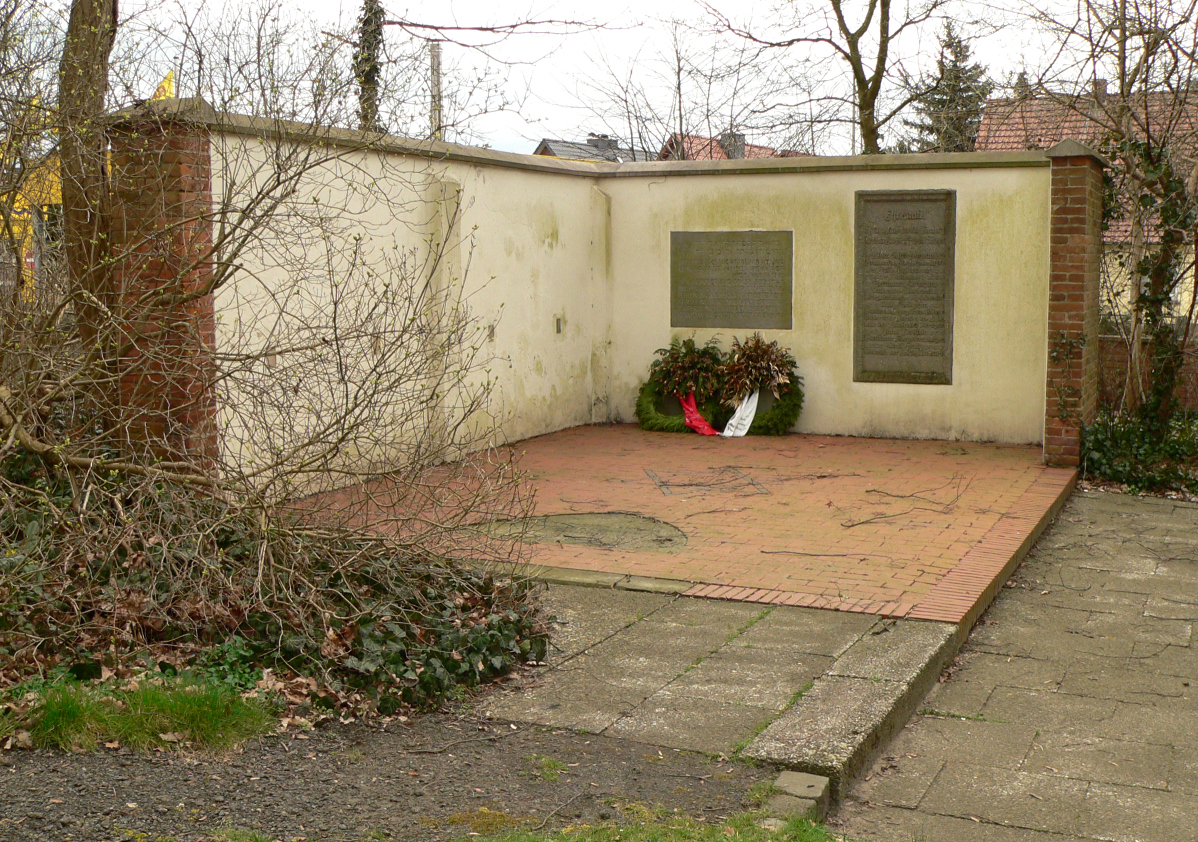
Gedenkbereich im ehemaligen Friedhofsgebäude